# ضفدع الوهاد النمري
ضفدع الوهاد النمري (الاسم العلمي: Rana yavapaiensis) (بالإنجليزية: lowland leopard frog)‏ هو نوع من البرمائيات يتبع جنس الضفدع الحقيقي من فصيلة الضفادع الحقيقية.